# Patricia Flores Elizondo
Patricia Flores Elizondo (Victoria de Durango, Durango; 6 de febrero de 1968) es una política mexicana. Se desempeñó como jefa de la Oficina de la Presidencia de la República entre el 6 de agosto de 2008 al 14 de julio de 2010 durante la presidencia de Felipe Calderón. En 2022 renunció a su militancia en el Partido Acción Nacional. Fue candidata a la gobernatura de Durango por Movimiento Ciudadano en las elecciones estatales de 2022

## Trayectoria
Patricia Flores Elizondo es Licenciada en Ciencias de la Comunicación e Informática egresada por la Universidad de Monterrey, inició su actividad profesional ligada a la política en la Cámara de Diputados en 1994, al ser nombrada Secretaría Técnica de la Comisión de Concordia y Pacificación (órgano parlamentario encargado de las negociaciones entre el EZLN y el Gobierno Federal), ocupando el cargo hasta 1997 en que fue a su vez nombrada Coordinadora Técnica de la Comisión de Régimen Interno y Concertación Política, hasta 1999. Secretaria General de la Cámara de Diputados (2001-2004), la primera mujer en ocupar dicho cargo. 
En 2006 como presidente electo, Felipe Calderón la nombró delegada del Fideicomiso para la Transición y desde el 1 de diciembre del mismo año fungió como Coordinadora General de Administración de la Presidencia de la República. Estuvo en tal responsabilidad hasta el 6 de agosto de 2008 cuando fue nombrada como Jefa de la Oficina de la Presidencia de la República,  la primera mujer en este espacio; permaneció hasta el 14 de julio de 2010. 
En 2018 fue candidata, al Senado de la República por el Estado de Durango en fórmula con José Ramón Enríquez por la coalición política denominada Por México al Frente, integrada por el Partido Acción Nacional, el Partido de la Revolución Democrática (PRD) y Movimiento Ciudadano (MC), quedando esta fórmula como segunda minoría en esta elección.  
Un día antes del registro como precandidata a la gubernatura de Durango renunció a 18 años de militancia en el PAN.
Fue candidata a la Gubernatura de Durango, por Movimiento Ciudadano.

## Vida personal
Nació en la capital del Estado de Durango. Hija del arquitecto Raúl Flores Valenzuela y Emilia Elizondo Torres, es la tercera de cinco hijas. Por el lado materno, es nieta de Jesús H. Elizondo fundador del Partido Acción Nacional en Durango. Tiene poco más de 20 años casada con Jesús Cabrera, con quien tuvo dos hijos. 